# Endowment (Mormonentum)

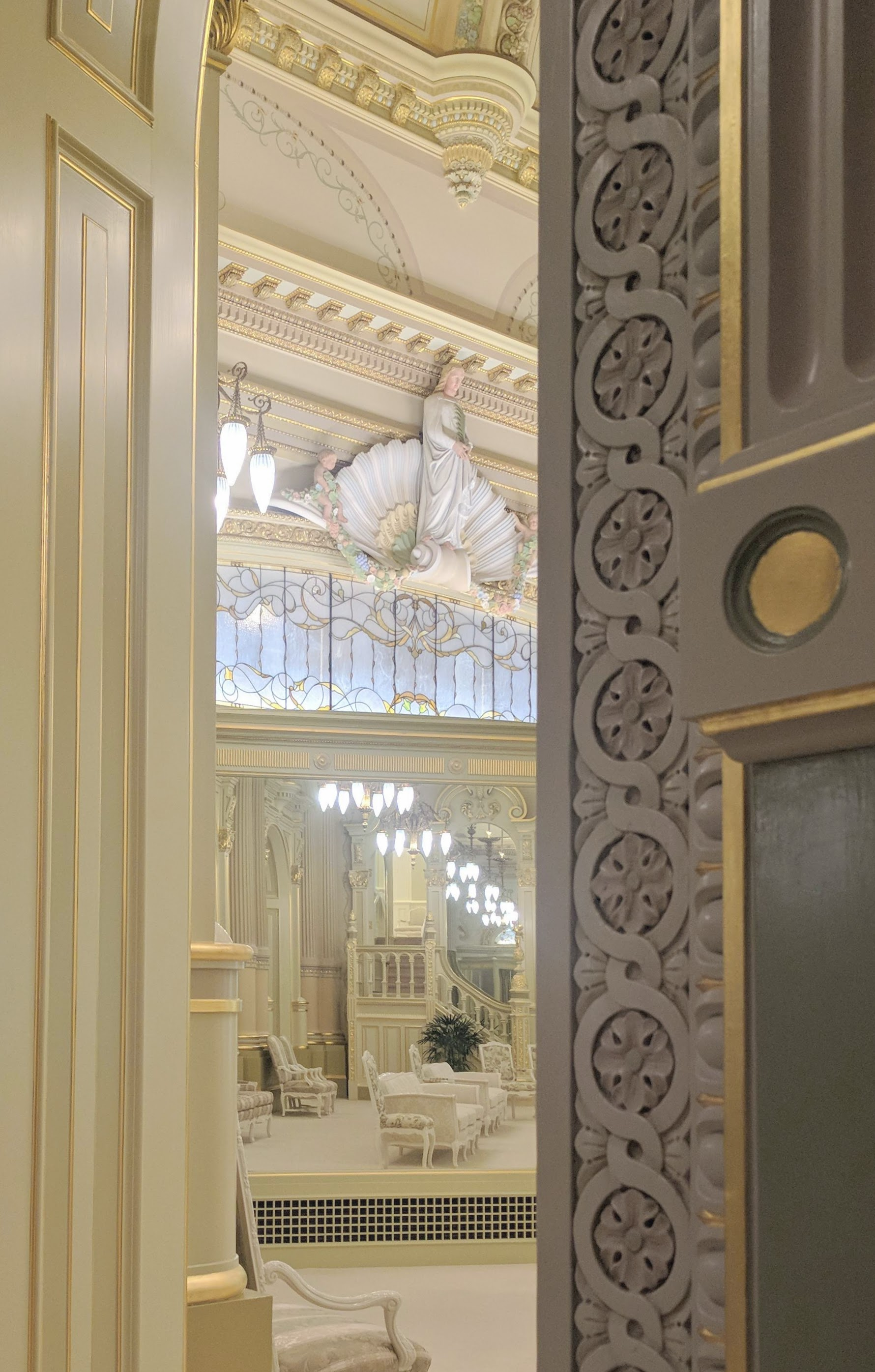
Der celestiale Raum steht für die höchste Stufe des Himmels in der HLT-Theologie und wird im Zuge des Endowments symbolisch erreicht.

Das Endowment (Begabung) ist eine Zeremonie im Mormonentum, bei der „Kraft aus der Höhe“ empfangen wird, um eines Tages (nach der Auferstehung) König und Königin, Priester und Priesterin im Reich Gottes zu werden. Der erste Teil der Zeremonie sind die Vorverordnungen, die aus einer symbolischen Waschung mit Wasser und einer Salbung mit Olivenöl sowie der Verleihung des Garments und dem Empfang eines neuen Namens bestehen. Darauf folgt der Hauptteil des Endowments, der ein symbolisches Durchleben des Weges des Menschen vom vorirdischen Dasein über das Erdenleben bis zur Rückkehr zum Vater im Himmel darstellt.
Aktive Mitglieder der Kirche Jesu Christi der Heiligen der letzten Tage sprechen grundsätzlich nicht über Einzelheiten des Endowments. Sie legen im Rahmen des Endowments ein Versprechen ab, außerhalb des Tempels nicht über das zu berichten, was sie bei der Zeremonie erfahren haben. Das Folgende bezieht sich auf die Kirche Jesu Christi der Heiligen der letzten Tage.

## Durchführung des Endowments
Wer sein Endowment erhalten möchte, muss seit mindestens einem Jahr Mitglied der Kirche Jesu Christi der Heiligen der Letzten Tage sein. Das Mitglied hat zunächst ein ausführliches Gespräch mit seinem Bischof und seinem Pfahlpräsidenten zu führen, um sicherzustellen, dass es die Glaubenslehren der Kirche versteht und akzeptiert (siehe Tempelempfehlungsschein). Bevor Männer das Endowment empfangen können, müssen sie das Melchisedekische Priestertum erhalten haben.
Im Tempel erklärt zunächst der Tempelpräsident (bei Männern) bzw. die Tempeloberin (bei Frauen) Einzelheiten zum Endowment und zum Tragen des Garments. Danach werden die Vorverordnungen durchgeführt, zuerst die Waschung, dann die Salbung, dann die Einkleidung in das Garment, das symbolisch den Rock aus Tierhaut darstellt, den der Herr Adam und Eva bei der Vertreibung aus dem Garten Eden gegeben hat.
Es folgt das eigentliche Endowment, bei dem die Person einen neuen Namen empfängt, den sie für sich behalten muss und nicht preisgegeben darf. Das Endowment wird heute zum Großteil durch einen Film vermittelt, in dem Gott der Vater, Jesus Christus, Adam, Eva, Petrus, Jakobus und Johannes sowie Luzifer auftreten. Im Verlauf der Zeremonie werden bestimmte Zeichen erlernt und Versprechen abgelegt. Abschluss und Höhepunkt ist der Eintritt in die symbolische Gegenwart Gottes durch einen Vorhang, der Jesus Christus darstellt. Hinter dem Vorhang liegt der celestiale Raum. Der Kern des Endowments bezieht sich besonders im Anfangsteil auf die Schöpfungsgeschichte, wie sie in Genesis 1 bis 3 bzw. im Buch Mose in der Köstlichen Perle dargestellt ist.
Neugetaufte Ehepaare erhalten ihr Endowment, wenn sie dafür bereit sind, in der Regel ein Jahr nach ihrer Taufe. Daran folgt die Ehesiegelung für Zeit und Ewigkeit. Haben sie Kinder, werden auch ihre Kinder an sie gesiegelt, damit die Familie für die Ewigkeit Bestand hat.
Alleinstehende erhalten ihr Endowment, bevor sie auf Mission gehen, um für diese fordernde Zeit gerüstet zu sein. Geht ein Mitglied nicht auf Mission, empfängt es das Endowment, wenn es eine gewisse Reife und Stabilität im Leben erreicht hat, was oft mit Mitte zwanzig angenommen wird. Ansonsten wird das Endowment unmittelbar vor der Siegelung an den Ehepartner erhalten. Das Endowment ist eine erforderliche Voraussetzung für die Ehesiegelung.
Als offizielle heilige Handlung wird der Empfang des Endowments auf dem Mitgliedsschein vermerkt. Bei Ausschluss aus der Kirche wird das Endowment annulliert. Erfolgt ein Wiedereintritt kann es auf Antrag von der Ersten Präsidentschaft wiederhergestellt werden.
Endowments für Lebende machen nur einen kleinen Teil der Endowments aus, die in den Tempeln der Welt vollzogen werden. Der weitaus größere Teil sind Endowments, die stellvertretend für Verstorbene durchgeführt werden. Der Ablauf gleicht dabei dem Ablauf für Lebende mit geringen Unterschieden. Vor Beginn der Vorverordnungen erhalten verstorbene Männer ebenfalls stellvertretend das Melchisedekische Priestertum und werden zum Amt eines Ältesten ordiniert. Verstorbene müssen seit mindestens einem Jahr tot sein, um das Endowment empfangen zu können.

## Geschichte des Endowments

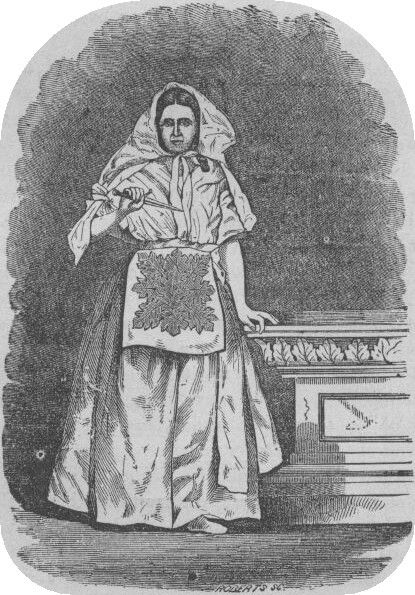
Frau in zeremonieller Tempelkleidung, ca. 1870

Der Begriff „Endowment“ wurde erstmals in einer Offenbarung erwähnt, die Joseph Smith am 1. Juli 1833 in Kirtland, Ohio, niederschrieb. Sie findet sich heute als Abschnitt 95 im Buch Lehre und Bündnisse. Dort heißt es im Original:

“Yea, verily I say unto you, I gave unto you a commandment that you should build a house, in the which house I design to endow those whom I have chosen with power from on high.”

„Ja, wahrlich, ich sage euch: Ich habe euch das Gebot gegeben, ein Haus zu bauen, und in dem Haus beabsichtige ich, diejenigen, die ich erwählt habe, mit Macht aus der Höhe auszurüsten.“

Den ersten Teil des Endowments, die Waschungen und Salbungen, führte Joseph Smith bereits 1836 im Kirtland-Tempel ein.
Im Jahr 1842 wurde das Endowment durch Joseph Smith in Nauvoo vervollständigt. Die ersten Endowments fanden in einem Raum oberhalb des Ladens von Joseph Smith statt, da sich der Nauvoo-Tempel noch im Bau befand.  Nach dem Tod von Joseph Smith, als bereits klar war, dass die meisten Mitglieder Nauvoo verlassen würden, wurde der Tempel unter großem Zeitdruck fertiggestellt, um allen zu ermöglichen, vor der Weiterreise das Endowment zu erhalten. Es war absehbar, dass es nach dem Umzug in die Rocky Mountains sehr lange dauern würde, bis wieder ein Tempel für diese heiligen Handlungen zur Verfügung stehen würde. Um das Ziel zu erreichen, wurde der Tempel in Abschnitten je nach Fertigstellung einzelner Räume geweiht. Die ersten Endowments erfolgten am 10. Dezember 1845 durch den damaligen Leiter der Kirche, Brigham Young. In den letzten Wochen vor dem Auszug fanden praktisch ununterbrochen Endowments im Tempel statt.
Ab 1855 wurde in Salt Lake City ein provisorisches Gebäude, das Endowment House, genutzt, um den Mitgliedern das Endowment zu ermöglichen. 1877, im Todesjahr von Brigham Young, wurde der St.-George-Utah-Tempel als erster Tempel nach Nauvoo geweiht. Der erste Präsident dieses Tempels war Wilford Woodruff, der später der vierte Präsident der Kirche wurde. Als Tempelpräsident war er maßgeblich an der schriftlichen Fixierung des Endowments beteiligt. Bis dahin war der Text nur mündlich weitergegeben worden.
Unter Präsident Heber J. Grant (Präsident von 1918 bis 1945) wurde der Text des Endowments tiefgreifend verändert. Vor allem wurden drastische Formulierungen abgemildert.
Im Laufe der Zeit kam es immer wieder zu Änderungen des Textes und des Ablaufs, um den sich wandelnden Erfahrungen und Empfindungen der Mitglieder gerecht zu werden. Dies gilt für das eigentliche Endowment ebenso wie für die Vorverordnungen. Von einer zunächst in sich geschlossenen Gruppe mit ihrer gemeinsamen Erfahrung von Diskriminierung, Hass, Vertreibung und Wiederansiedlung unter schwierigen Umständen in Utah zu einer weltweiten Kirche mit all ihrer kulturellen und sprachlichen Vielfalt war es ein weiter Weg. Dies spiegelt sich auch im Endowment wider.
In der Anfangszeit wurde der Text des Endowments von Darstellern vorgetragen, die selbst das Endowment bereits empfangen hatten und die zu dieser Aufgabe berufen worden waren. Um die einzelnen Szenen besser vermitteln zu können, gingen die Empfänger des Endowments von einem Raum zum anderen. Die Räume waren entsprechend ihrer Funktion mit Wandmalereien ausgestattet. So gab es einen Schöpfungsraum, in dem die Erschaffung der Erde dargestellt wurde, und einen Garten-Eden-Raum, in dem diese Phase der biblischen Erzählung behandelt wurde. Es folgte der telestiale Raum, der unsere heutige Welt darstellte. Durch die Belehrungen der Apostel wurde der Mensch im terrestrialen Raum, der keine Wandgemälde aufwies, an Gott herangeführt. Hier erhielten die Empfänger des Endowments letzte Instruktionen, bevor sie durch den dort angebrachten Vorhang in die Gegenwart Gottes, den celestialen Raum, eingelassen wurden.
In der Geschichte des Endowments stellt die Weihung des Bern-Tempels in der Schweiz im Jahr 1955 einen Wendepunkt dar. Da der Tempel in der Schweiz zu jener Zeit der einzige auf dem europäischen Festland war, sollte er, möglichst zeitgleich, unterschiedlichen Sprachgruppen zur Verfügung stehen. Um dies zu ermöglichen, wurde die Zeremonie auf Film aufgenommen. Auf diese Weise war es möglich, den Film mit allen benötigten Sprachen zu synchronisieren. Von Zeit zu Zeit wurde der Film überarbeitet und neu synchronisiert, was auch durch Textänderungen und zusätzliche Sprachen notwendig wurde.
Heutzutage wird das Endowment in allen Tempeln der Welt mittels Film dargeboten. Mehrere Räume werden nicht mehr benötigt, da diese mit filmischen Mitteln ausgewiesen werden. Das Endowment findet in einem kleinen Kinosaal statt, der mit einem Vorhang gegenüber dem celestialen Raum abgetrennt ist. In den neueren Tempeln gibt es daher auch keine Wandmalereien mehr. Zuletzt wurde noch im Salt-Lake-Tempel und im Manti-Utah-Tempel das Endowment auf traditionelle Weise mit Darstellern aufgeführt.
Die nächsten größeren Änderungen am Text des Endowments erfolgten im Jahr 1990. Einige Jahre später wurde der Text der Vorverordnungen erweitert und die Handlung etwas abstrakter und symbolischer gestaltet. Zuletzt wurden im Jahr 2020 größere Anpassungen in der Darstellung und der Hervorhebung der wesentlichen Kernaussagen vorgenommen.

## Theologischer Hintergrund
Ein gläubiges Mitglied der Kirche Jesu Christi nimmt in der Regel an folgenden heiligen Handlungen teil:
- Taufe (frühestens mit 8 Jahren)
- Aaronisches Priestertum (nur für Männer, ab dem 12. Lebensjahr)
- Melchisedekisches Priestertum (ab dem 18. Lebensjahr)
- Endowment (ab dem 18. Lebensjahr bzw. mindestens ein Jahr nach der Taufe, in einem Tempel)
- Ehesiegelung (in einem Tempel)

Nur wer alle diese heiligen Handlungen (Verordnungen, engl. ordinances) empfangen hat und in der Folge glaubenstreu lebt, kann nach der Lehre erhöht werden, das heißt, in der Ewigkeit als auferstandenes Wesen in der Gegenwart Jesu Christi und des himmlischen Vaters leben und an der Fülle der Herrlichkeit Gottes teilhaben. Aus diesem Grund ist es ein wichtiger Teil der Seelsorge, sowohl die in die Kirche Geborenen als auch die Neubekehrten dabei zu begleiten, alle Tempelsegnungen zu erhalten. Da diese Verordnungen für die Ewigkeit notwendig sind, werden sie für die eigenen Vorfahren stellvertretend vollzogen, die diese Gelegenheit zu Lebzeiten nicht hatten.
Die Kirche Jesu Christi lehrt, dass das Wort Endowment eine „Gabe“ Gottes ist, durch die Gott den Menschen heilige Segnungen schenkt. Zu den Gaben, die durch das Endowment ins Leben treten können, gehören:
1. mehr Erkenntnis über die Absichten und Lehren des Herrn
2. die Macht, alles zu tun, was Gott verlangt
3. göttliche Führung und göttlicher Schutz, wenn man dem Herrn, der Familie und anderen dient
4. mehr Hoffnung, Trost und Frieden
5. verheißene Segnungen in diesem und im nächsten Leben[6]

Das Endowment stellt einerseits den Plan der Erlösung für die Menschheit als Ganzes und den Lebensweg des einzelnen Menschen vom vorirdischen Dasein bis zur Auferstehung dar.
Darüber hinaus vermittelt das Endowment die Schlüsselwörter und Zeichen, die erforderlich sind, um symbolisch an den Engeln, die den Weg zum Vater im Himmel bewachen, vorbeigehen zu können. Das Endowment endet mit einer Bewährungsprobe, nach der man in die Gegenwart Gottes gelangt.
Das Endowment kann nur einmal im Leben empfangen werden. Wiederholungen erlebt man nur, indem man stellvertretend für Verstorbene am Endowment teilnimmt.
Ziel der Mitgliedschaft in der Kirche Jesu Christi der Heiligen der letzten Tage ist es, zu Gott zurückzukehren und für sich und seine Familie Erhöhung im celestialen Reich zu erlangen. Dies geschieht durch ein rechtschaffenes Leben und das Halten der Gebote. Dazu gehört auch der Empfang aller notwendigen heiligen Handlungen und der Tempelbündnisse, die dabei helfen, ein treuer Nachfolger Christi zu sein. Um vielen Vorfahren die heiligen Handlungen und damit verbundenen Segnungen anzubieten, bemühen sich Mitglieder der Kirche, die Daten verstorbener Vorfahren ausfindig zu machen und die heiligen Handlungen für diese Personen zu vollziehen.
Die Textgrundlage für das Endowment ist weitgehend das 4. Kapitel im Buch Mose in der Köstlichen Perle, das in leicht abgewandelter Form den Berichten in der Bibel in Genesis 1 bis 3 entspricht. In Bezug auf die Vorverordnungen wird auf Ex 29,4–9  und Lev 8,6–13  verwiesen.
Eine Erläuterung zum Endowment wurde im Jahr 1971 in der Jugendzeitschrift der Kirche New Era veröffentlicht:

„Während des Endowments erhältst du Instruktionen und lernst über die wichtigen Ereignisse unserer ewigen Reise. Du lernst über die Erschaffung der Welt und über unsere ersten Eltern im Garten Eden. Du lernst, wie der Satan Adam und Eva versuchte und wie sie aus dem Garten vertrieben wurden und von der Gegenwart Gottes weg, in unsere Welt, mit ihren Gegensätzen in allen Dingen. Hier lernten sie die Freude wie auch die Unannehmlichkeiten des Lebens kennen. Nachdem Adam und Eva aus dem Garten Eden vertrieben wurden und in der Welt landeten, wo wir jetzt leben, wurde ihnen das Evangelium gelehrt und sie machten Treuebündnisse mit Gott, so wie du sie im Tempel auch schließen wirst. Wie wir diese Bündnisse halten, entscheidet, wie unser Leben nach dieser irdischen Erfahrung sein wird. In der unendlichen Welt gibt es Reiche der Größe. Du wirst eines von diesen erlangen, abhängig davon, wie du dich in diesem Leben verhältst. Das Ziel des Evangeliums und die Absicht der Tempelehe sind nicht nur, uns zusammenzuhalten, sondern auch um uns würdig zu machen für den größten Preis Gottes – Erhöhung im celestialen Reich. Dieses Reich wird symbolisiert durch den celestialen Raum.“

## Kritik am Endowment
Schon in der Anfangszeit der Kirche entzündete sich die Phantasie, besonders der amerikanischen Boulevardpresse, an den „geheimen Riten“ der Mormonen. Da diese nicht im Detail veröffentlicht wurden (und werden), war zunächst nichts Konkretes darüber zu erfahren. Erst als einige Mitglieder der Kirche, die das Endowment bereits erhalten hatten, die Gemeinschaft verließen, nahmen sie ihr Versprechen, über das Endowment zu schweigen, nicht mehr ernst und gaben Einzelheiten bekannt.
Gelegentlich wird auf die Ähnlichkeit des mormonischen Rituals mit freimaurerischen Ritualen hingewiesen. Vorgebracht wird, Joseph Smith habe das Endowment nicht, so wie er und seine Gefolgsleute behaupteten, durch Offenbarung erhalten. Vielmehr habe er von den Freimaurern, denen damals die überwiegende Mehrheit der Männer in der Kirche angehörte, bestimmte Vorstellungen, insbesondere über die Symbolsprache, übernommen.
Gelegentlich wurde behauptet, das Endowment habe in der Vergangenheit durch die Androhung von Strafen für die Weitergabe von Einzelheiten die Empfänger zu physischer Gewalt angestiftet. Kirchenmitglieder argumentierten dagegen, dass keine Übergriffe aufgrund dieser früheren Passagen bekannt seien und es sich nicht um einen Aufruf zur Gewalt, sondern um eine Schweigeverpflichtung unter Androhung einer tödlichen Strafe gehandelt habe. Diese Strafen sind seit 1990 nicht mehr Bestandteil der Zeremonie.
In der bis 1990 verwendeten Version des Endowments trat ein vermeintlich protestantischer Geistlicher als Gehilfe Satans auf, um Adam und Eva mit Hilfe traditioneller Religion in die Irre zu führen. Dies wurde teilweise von Kritikern als verletzend empfunden. Seit 1990 ist dies nicht mehr Bestandteil der Zeremonie.